# Nyklovice
Nyklovice település Csehországban, a Žďár nad Sázavou-i járásban. Nyklovice Bystré, Rovečné és Sulkovec településekkel határos. Lakosainak száma 175 fő (2024. január 1.).

## Népesség
A település lakosságának változását az alábbi diagram mutatja:
| Lakosok száma | 333  | 309  | 271  | 242  | 199  | 165  | 163  | 165  | 169  | 175  |
|               | 1869 | 1890 | 1921 | 1950 | 1980 | 2001 | 2017 | 2019 | 2022 | 2024 |